# Hemerotrecha carsonana
Espèce
Hemerotrecha carsonana est une espèce de solifuges de la famille des Eremobatidae.

## Distribution
Cette espèce est endémique du Nevada aux États-Unis,. Elle se rencontre vers Carson City.

## Description
Le mâle holotype mesure 17,25 mm.

## Étymologie
Son nom d'espèce lui a été donné en référence au lieu de sa découverte, Carson City.

## Publication originale
- Muma, 1989 : New species and records of Solpugida (Arachnida) from the United States. Douglas Print Shop, p. 1-56 (texte intégral).